# Terremoto de Tianshui de 1654
El terremoto de Tianshui de 1654 ocurrió el 21 de julio de 1654 en Tianshui, provincia de Gansu, dinastía Ming en algún momento entre las 21:00 y las 23:00 hora local. El evento tuvo una magnitud de momento estimada de 7,0 y se le asignó una intensidad máxima de XI en la escala de intensidad sísmica de China. El terremoto provocó daños extremos y afectó al menos a cuatro provincias y mató a unas 30.000 personas.

## Entorno tectónico
La tectónica de placas activa de la provincia de Gansu, ubicada en la meseta tibetana, está dominada por la colisión continental norte-sur de la placa india y la placa euroasiática. A medida que la placa india choca a lo largo de un límite de placa convergente conocido como el empuje principal del Himalaya, al ser una corteza continental, no se subduce, sino que se adentra en la placa euroasiática. Este proceso deforma gravemente la placa euroasiática, levantando la corteza y formando la meseta tibetana. La fuerza de la placa india que converge empuja la meseta tibetana hacia el este, hacia la cuenca de Sichuan, formando otra zona de colisión. Esta colisión y la deformación resultante de la corteza de la placa euroasiática son acomodadas por el sistema de fallas de Xianshuihe, la falla de Haiyuan, la falla de Kunlun, la falla de Altyn Tagh y la falla de Longmenshan. La presencia de fallas activas en Sichuan hace que la región sea vulnerable a terremotos dañinos. El mortal terremoto de Sichuan de 2008 ocurrió debido a la ruptura de una falla de empuje en la falla de Longmenshan. Los terremotos de Haiyuan de 1920 y Gulang de 1927 ocurrieron debido a rupturas a lo largo de la falla de Haiyuan.

## Terremoto
La zona de falla de Lixian-Luojiapu, ubicada en el cruce triple entre el Cratón del norte de China, la meseta tibetana y el Cratón del sur de China, fue identificada como la fuente del terremoto. La falla se caracteriza por un deslizamiento lateral izquierdo y un sentido normal de deslizamiento, y se dirige en dirección este-noreste. Se formó a finales del Cuaternario como un sistema de tres cadenas de fallas con una longitud de 150 km. La falla tiene una tasa de desplazamiento horizontal y vertical promedio de 0.95 mm/año y 0.35 mm/año respectivamente. Rupturas superficiales en dos segmentos de la zona de falla; los subsegmentos Tanchang-Lixian y Lixian-Luojiapu oriental, fueron identificados positivamente y correspondieron al evento. La ruptura del terremoto también involucró una en la Falla de Qinling Occidental, ubicada al norte de la Zona de Falla de Lixian-Luojiapu. La falla de West Qinling es otra falla lateral izquierda importante que se dirige hacia el noroeste y tiene una longitud mucho más larga.
La ruptura en la zona de falla de Lixian-Luojiapu también es consistente con las intensidades isosísmicas reportadas obtenidas de los registros históricos. Se estima que la longitud total de ruptura de la estructura fue de 106 km. Los estudios de paleosismología en la falla de West Qinling encontraron rupturas superficiales que estaban fechadas y correspondían al evento. Un estudio reciente de terremotos en la región reevaluó la magnitud a 7,0, una revisión de estudios anteriores estima que es 8,0.

## Impacto
Hubo 30.000 muertos, muchos heridos y desaparecidos. En Tianshui, se demolieron casi todas las murallas de la ciudad y las estructuras oficiales del gobierno. Se derrumbaron más de 3.600 casas, junto con muchas viviendas en cuevas de loess y empalizadas. Se destruyeron importantes lugares religiosos, como templos. Muchos deslizamientos de tierra ocurrieron en las montañas cercanas. Según los informes, dos deslizamientos de tierra enterraron una ciudad. Se estima que más de 7.400 personas murieron en la ciudad. En el condado de Gangu, al menos 3.000 personas murieron debido al derrumbe de casas, deslizamientos de tierra o fisuras en el suelo. En Wushan, muchas aldeas y fortificaciones fueron destruidas. En el cercano condado de Fufeng, Shaanxi, los residentes y los animales murieron en el derrumbe de las paredes, los templos y el Palacio Jinfu. Se informó de daños en las murallas de la ciudad de Hanzhong.